# 土井多賀子
土井 多賀子（日語：土井 たか子，1928年11月30日—2014年9月20日），生於日本兵庫縣神戶市，日本女性政治家與法學家。歷任日本社會黨委員長、眾議院議長、社會民主黨黨首等職務。是日本憲政史上首位女性政黨黨首，以及首位女性國會議長。

## 生平

### 早年生涯
父親出身廣島，是名醫師。其母親出身京都。

### 投身政界
1969年，代表日本社會黨，在兵庫縣12區參選眾議院議員並成功當選，連任12屆眾議院議員至2005年。

### 社會黨委員長
1986年社會黨在眾議院選舉中慘敗後，土井接替石橋政嗣出任社會黨第10代委員長，是日本首位擔任主要政黨黨首的女性。
時任首相中曾根康弘是個修憲論著，土井以護憲、裁軍為旗號對抗中曾根政府。不過中曾根實際上並沒有推動修憲的真正動作，而是不管社會黨的強烈堅持，廢除了「防衛費用不得超過GNP1%」的限制。另一方面，中曾根又提出引入銷售稅，土井和社會黨掀起輿論的強烈反對，中曾根政府不得不撤回構想。
接替中曾根擔任首相的是竹下登，竹下登堅持導入消費稅，任內又爆發重大醜聞里庫路特事件。土井帶領社會黨追究竹下政權的責任，結果大藏大臣被迫辭職，竹下內閣也不得不總辭職。1989年舉行的第15屆參議院選舉，在自民黨政權連番醜聞的情況下，加上社會黨和公明黨、民社黨等在野黨保持良好協調，結果社會黨取得歷史性的勝利，改選部分取得的議席倍增，成為改選的第一大黨，自民黨首次失去參議院的過半席次。土井的人氣被認為居功至偉，時稱土井旋風。
1990年大選，土井旋風繼續發熱。選前土井更曾打算提名180位候選人，但目標過高導致資金困難和其它在野黨警戒等問題。不過選舉結果社會黨依然取得長足進步，獲得136個議席，比選前劇增51個議席。而自民黨依然在眾議院保持275席的安定多數，未能動搖自民黨政權。
1991年的統一地方選舉，社會黨慘敗，支持的候選人當選數量創下史上最少的紀錄。尤其是東京都知事選舉，社會黨推薦的大原光憲得票僅第四。土井引咎辭職。

### 眾議院議長
1993年大選，社會黨慘敗，議席減半。但自民黨議席未能過半數，除了日本共產黨之外的所有在野黨決定排除自民黨，聯合組閣，非自民·非共產連立政權誕生，細川護熙擔任首相。自民黨雖淪為在野黨，還依然是國會第一大黨；按照慣例，議長是由第一大黨的黨員擔任，因此一般議長一職不會競爭投票選出，而是全會協議然後一致通過。自民黨要求取得眾議院議長一職；但聯合政府方面不同意，決定推舉土井擔任議長。結果罕有地議長經競爭性投票產生，土井當選眾議院議長。社會黨歷38年，終成為執政黨。
1994年初，細川內閣強推政治改革四法案，推行政治改革，把選舉制度由中選區制改為現行的並立制。身為執政聯盟中第一大黨的社會黨一部分議員造反，導致法案在參議院被否決。細川首相和自民黨總裁河野洋平會談之後，自民黨決定支持法案，使法案最終順利通過。但事實上對社會黨非常不利的政改法案通過，使社會黨部分國會議員和支持者非常惱火和失望，原先寄望於土井會利用自身影響力阻撓法案通過的人，更指責是土井的失策。不久之後，社會黨退出非自民聯合政權。
自民黨和社會黨、先驅新黨組成新的聯合政府，社會黨的村山富市擔任首相，並決定不更換議長，土井繼續擔任。村山首相上任後馬上承認自衛隊合憲，堅持日美安保條約等做法雖然使政權得以順利運作，但卻遭致社會黨支持者對社會黨領導層的進一步失望。1995年6月，終戰50週年之際，日本國會打算通過《不戰決議》，但決議內的措辭讓左派、右派都相當一部分人不滿；結果表決當天，原本應全會一致通過，卻近半議員缺席，最後雖通過決議，但決議的權威性和影響力已大減。在野黨以處理《不戰決議》時的混亂為由對土井議長和鯨岡兵輔副議長提出不信任動議，動議被否決。
1996年9月，眾議院解散，土井卸任三年的眾議院議長職務。

### 社民黨黨首
村山內閣時期，社會黨已經風雨飄搖、四分五裂。很多黨員打算退黨另立新黨，只不過因為阪神大地震的發生，避免政局混亂而擱置。1996年1月，社會黨改組社會民主黨，社民黨成立之時擁有63名國會議員，但很快過半數議員投奔舊民主黨，至1996年大選前夕，社民黨只剩下30名國會議員。原本村山、土井等主張原社會黨全體加入民主黨，但由於鳩山由紀夫等提出「排除的論理」，前社會黨和先驅新黨很多高層都被排除在外不邀請加入。
1996年大選前夕，土井接替村山擔任社會黨第二任黨首。大選社民黨議席減半，遭遇毀滅性失敗。但是土井在黨內的領導地位卻得到了強化。選舉之後，土井宣布社民黨退出聯合政府，但保持閣外合作（信任投票）。但隨自民黨在眾議院取回多數，與橋本龍太郎政府在安全保障、沖繩美軍基地等問題上的衝突，1998年自民黨參議院選舉慘敗後，社民黨終止和自民黨政府的閣外合作。
2000年至2008年期間擔任社會黨國際的副議長。
2002年，土井的近側辻元清美涉嫌挪用自己的政策秘書的薪金被逮捕，而土井的政策秘書五島昌子也涉嫌教唆辻元一同被捕。事件對土井的聲譽造成很大打擊。
2003年眾議院議員總選舉，由於以往土井在朝鮮綁架日本人問題上的不當主張、與朝鮮的曖昧關係、辻元清美事件的影響等，社民黨再次遭遇慘敗，土井引咎辭職。

### 引退後
2005年大選，土井落選眾議院議員。一開始土井強烈否認自己會從政界引退，但隨後的2007年參議院選舉和2009年大選她都沒有參選，事實上已經引退。

## 去世
2014年9月20日因患肺炎在兵库县内医院去世，享壽85岁。

## 荣誉

### 外国勋章奖章
- 恩里克王子大十字勋章（葡萄牙语：Ordem do Infante D. Henrique）（葡萄牙，1993年12月2日公布[3]）

## 政治主張
- 土井多賀子生前一直努力推动中日友好。她主张“日本应彻底反省军国主义罪行”，并曾多次访问中華人民共和國[4]。但與過去其長期領導的社會黨一樣，因為與中華人民共和國和北朝鮮的關係密切，主張與美國保持距離等，使社會黨長期不能成為執政黨。
- 前中華民國總統李登輝曾回憶，中華民國空軍從美國購買F16戰機時，土井多賀子訪問台灣，土井向他表達反對購買F16的言論，他回應：「保護國家是總統的責任，妳知道自己的國家必須自己保護的道理嗎？」（国を守る、これは総統の責任である。自分の国は自分で守らなければならないという原則を知っていますか？）。李登輝並提到，當時中華民國空軍使用的F-5戰鬥機每週墜毀一架，他身為總統都得面對失事軍官家屬的心情，來反問土井多賀子。從此以後，土井多賀子不再訪問台灣[5]。